# Culex rabelloi
Culex rabelloi är en tvåvingeart som beskrevs av Oswaldo Paulo Forattini och Sallum 1987. Culex rabelloi ingår i släktet Culex och familjen stickmyggor. Inga underarter finns listade i Catalogue of Life.